# Armigeres alkatirii
Armigeres alkatirii är en tvåvingeart som beskrevs av Toma, Miyagi och Syafruddin 1995. Armigeres alkatirii ingår i släktet Armigeres och familjen stickmyggor. Inga underarter finns listade i Catalogue of Life.